# 大明宮

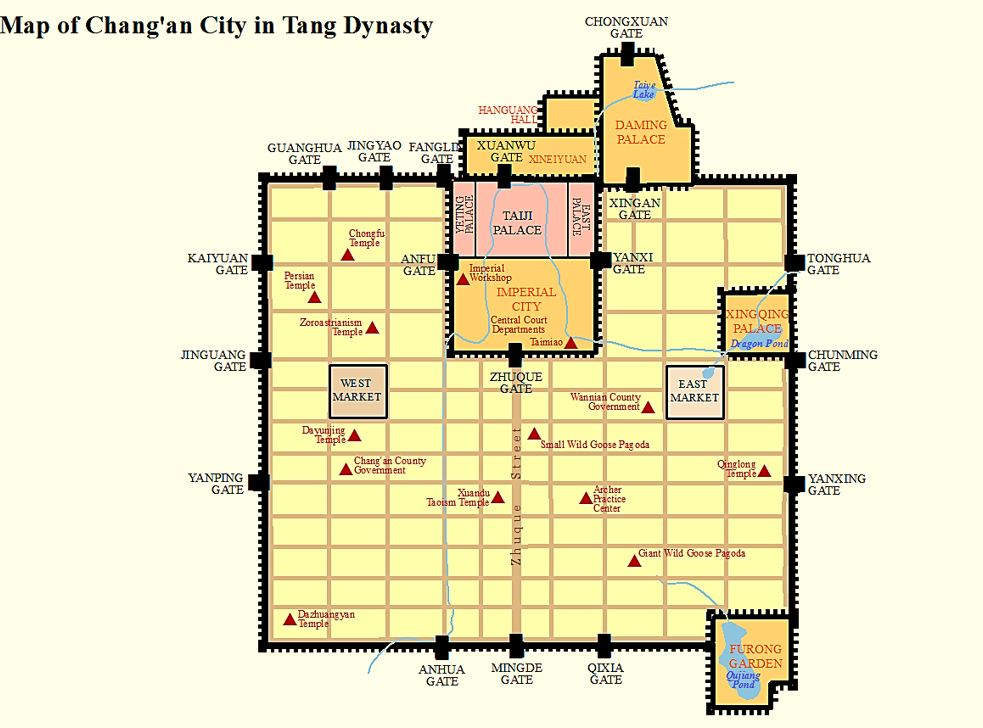
長安城の平面図。北東の域外へ台形状に突き出た一角が大明宮。

大明宮（たいめいきゅう）は、唐の都・長安の北東にあった宮城。現在の陝西省西安市の北郊外、太華南路に位置する。大明宮は、太宗が父の高祖のため634年に建設を始め、高宗が大規模に増築して663年に太極宮からここへ朝政を移し、以降904年までの240余年にわたり17人の皇帝が起居し政務を執る唐王朝の政治中枢となった。太極宮、興慶宮と共に長安の“三大内”を成す。
1957年より遺跡の発掘が始まり、現在その跡地は大明宮国家遺跡公園として一般に開放されている。中国の5A級観光地（2020年認定）である。

## 構成

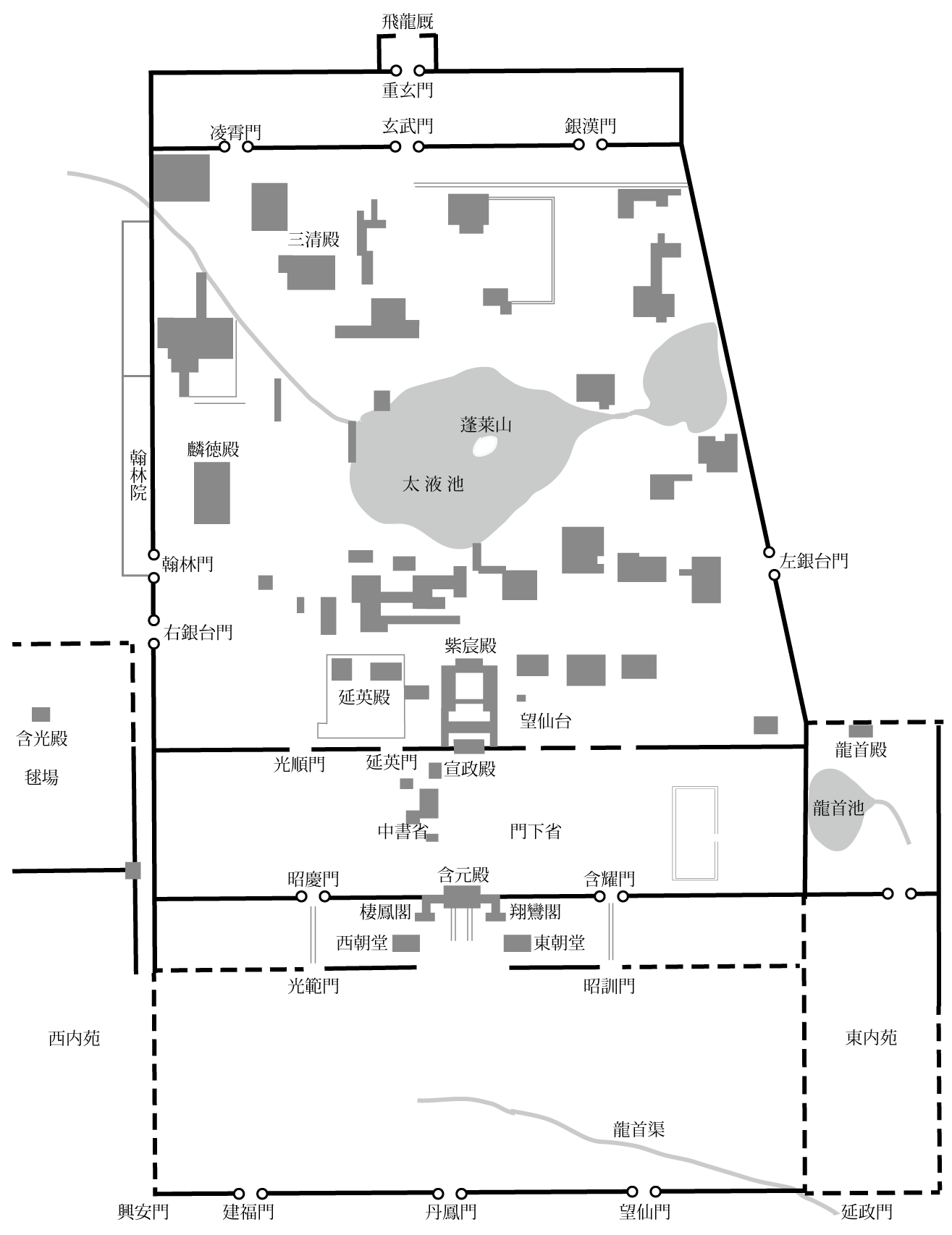
大明宮遺跡の平面図

長安城の北東、首龍原という丘陵地に造られた敷地は南北2256m、東西1674m、総面積は3.2km2あり、周囲を城壁が囲んでいた。敷地は北東部分が欠け完全な方形ではないが、これは地形の制約によるものである。
敷地の南北中心軸上に、正殿の含元殿（外朝）、宣政殿（中朝）、紫宸殿（内朝）が建ち、合わせて三大殿と呼んだ。宣政殿から東西に延びる隔壁で敷地は南北に分かれ、南半分は貴族や役人が出入りする宮殿区（前朝、政務地区）、北半分は皇帝のプライベート空間である園林区（内廷、居住地区）になっていた。

### 主な施設
丹鳳門

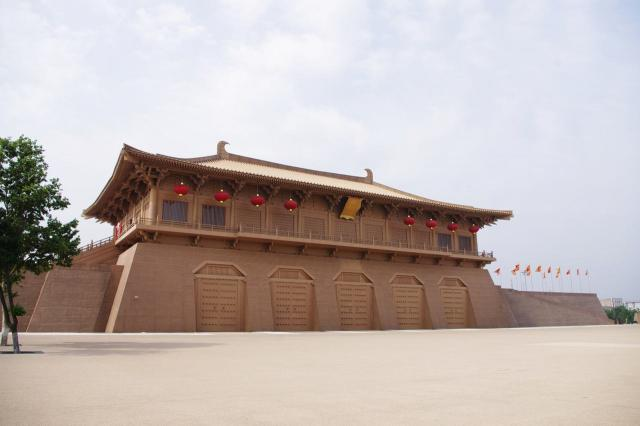
復元された丹鳳門

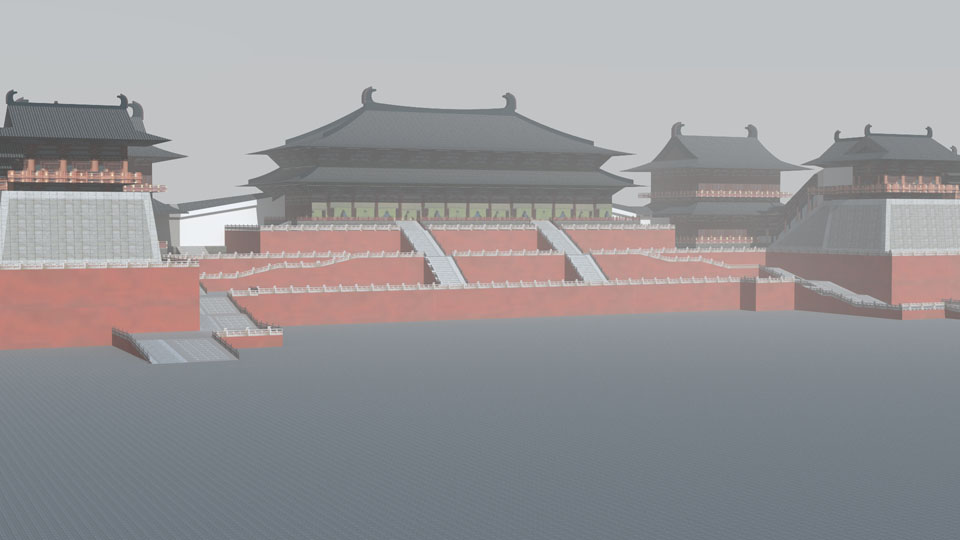
含元殿復元図

敷地の南正面に位置する、大明宮の正門。上部の門楼（丹鳳楼）では皇家の赦令配布、宴会大典も行なわれた。662年に完成し、東西200m、奥行き40m、5つ設けられた門道の幅はそれぞれ9mあり、隋唐を通じて最大級の規模を持っていた。門道が5つもある門は大明宮ではここだけで、皇帝用の格の高い門であったことがうかがえる。“丹鳳”とは赤い鳳凰、すなわち朱雀を意味し、「天下安定ならば赤い鳳凰が現れる」という古籍の思想に基づいている。
含元殿

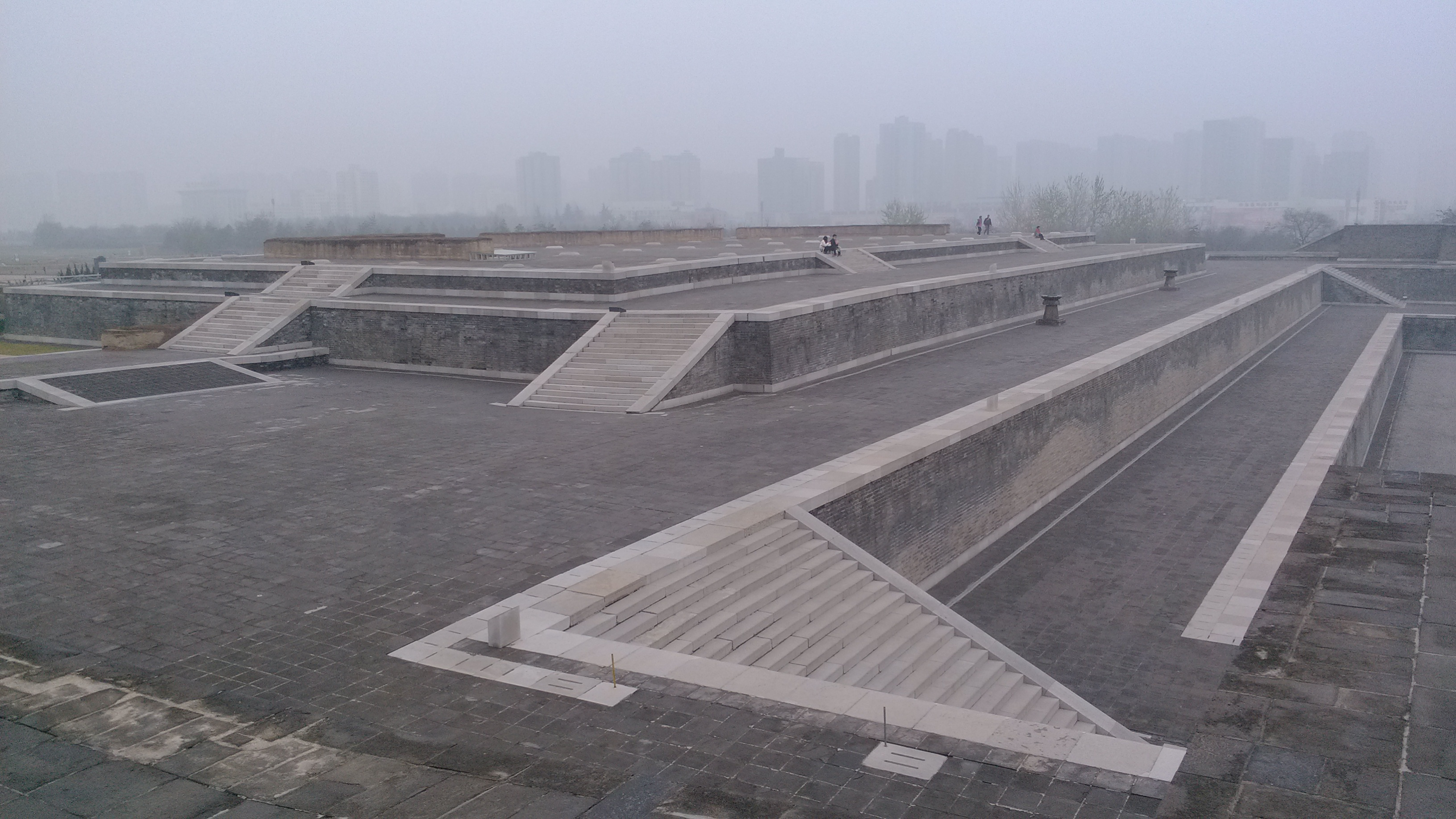
含元殿の基壇

大明宮の第一正殿として、元日や冬至の儀式、改元や即位の儀式、外国使節の謁見、受賀、大赦、閲兵などの国家儀式を行なった、当時の長安の代表的建築物。662年から663年にかけて造営され、基壇は東西200m、南北100m、高さ15mで、中央に主殿があり、東に翔鸞閣、西に棲鳳閣を、廊と角楼で繋げていた。発掘調査により、主殿の正面に龍尾道は無く、主殿への昇降は翔鸞閣と棲鳳閣の基壇から曲がりくねって進んでいたことが分かった。同様の構造は日本の平城京の第一次大極殿（奈良時代前半）にも見られ、含元殿からの影響がみてとれる。
南側の広場の東西には、出仕した役人たちが広場に整列する前に待機するための長大な朝堂があり、ほか登聞鼓、鐘鼓楼が配置されていた。殿前から丹鳳門までの間には630m2の広場が設けられ、皇帝専用の道も造られていた。
含元殿は、玄宗が臨席した753年の元旦朝賀の儀式で日本の遣唐大使の藤原清河と副使の大伴古麻呂が新羅の使節と席次を争った故事の舞台として日本では良く知られる。
宣政殿
大明宮の第二正殿で、平時に文武百宮が皇帝に謁見する場として使われた。含元殿の真北300mに位置し、その間には宣政門があったほか、古籍によれば門下省、史館、弘文館、少陽院、昭徳寺などがあった。
紫宸殿

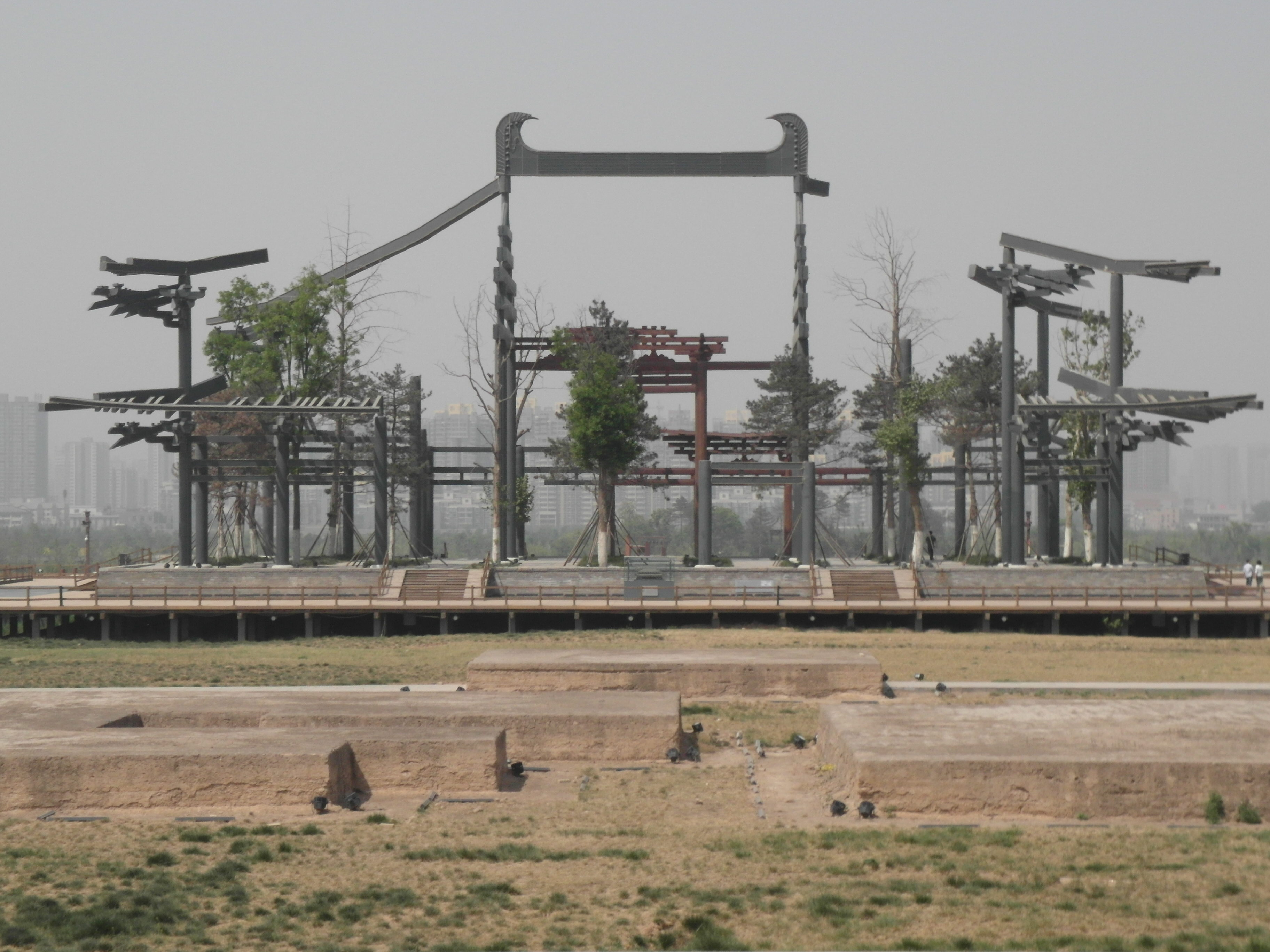
紫宸殿跡

大明宮の第三正殿で、内朝の議事処として皇帝の日常生活の場という内宮的性格を持ち、大臣がここに召し出されることは“入閣”と称し非常な名誉とされた。宣政殿の真北95mに位置し、その間には紫宸門があった。東には浴堂殿、温室殿、西には延英殿、含象殿があった。

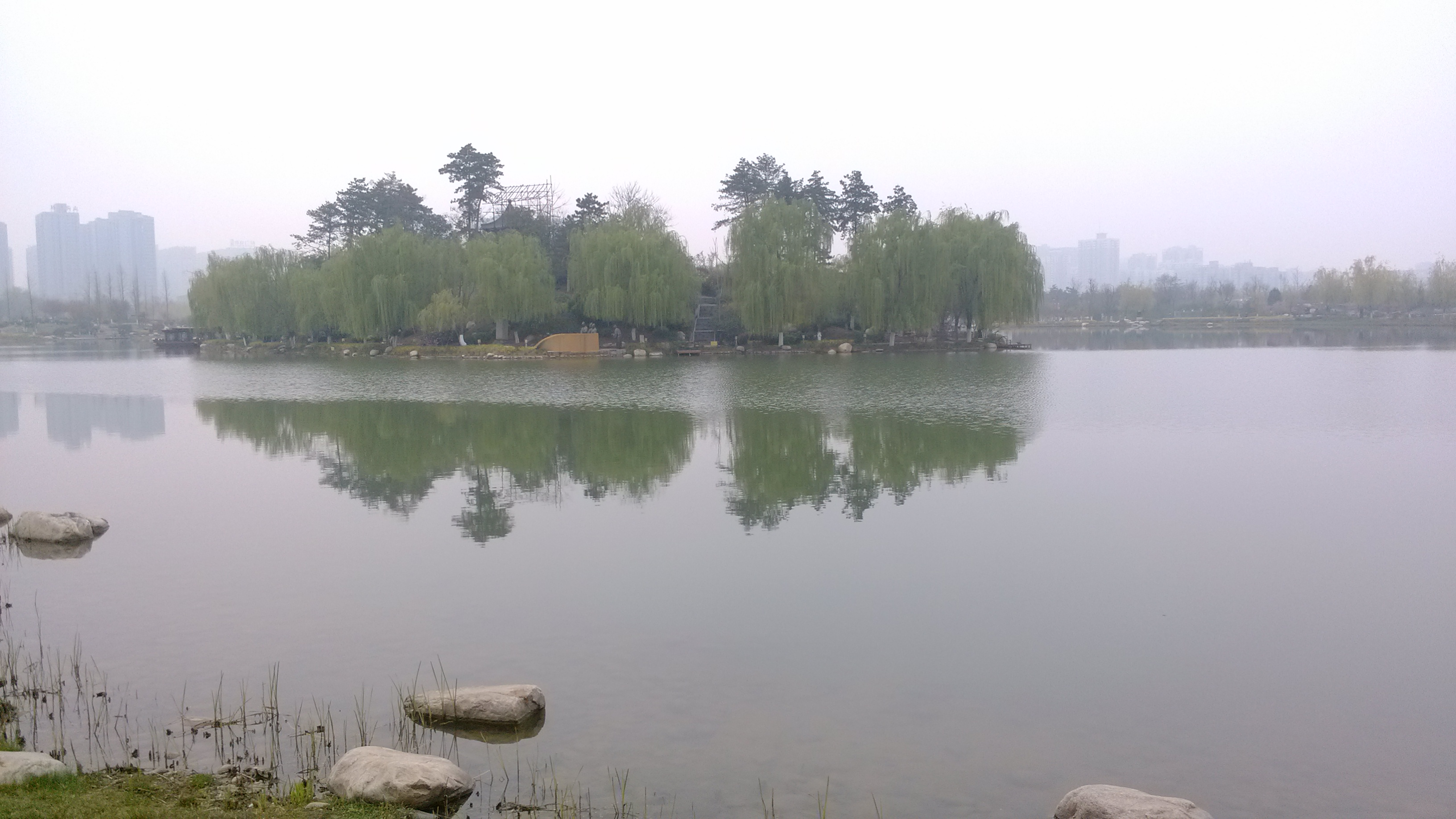
太液池
園林区の主要な要素をなす池。紫宸殿の北側の窪地に造営され、大きな西池と小さな東池が東西に連なって瓢箪形をしており、西池は東西484m、南北310mの大きさで、中央やや北寄りに蓬莱島という島があった。
文献資料では太液池の岸に沿って千間の廊下が巡らされていたとあり、発掘調査でもその跡が確認された。池の底から発掘された建物の壁の破片には、漆喰や緑色塗料が塗られていたり、壁画が描かれているなど、池周辺の建物が豪奢に装飾されていたことがうかがえる。
蓬莱島の南岸には小さな庭があり、おそらく船着場で池の中に歩み出るような施設があったと思われる。2001年-2005年の発掘調査では蓬莱島の西側にさらに一つ中島が見つかり、文献資料で「蓬莱三島」という記述が見られることから、東池にも中島があったと推測される。
麟徳殿

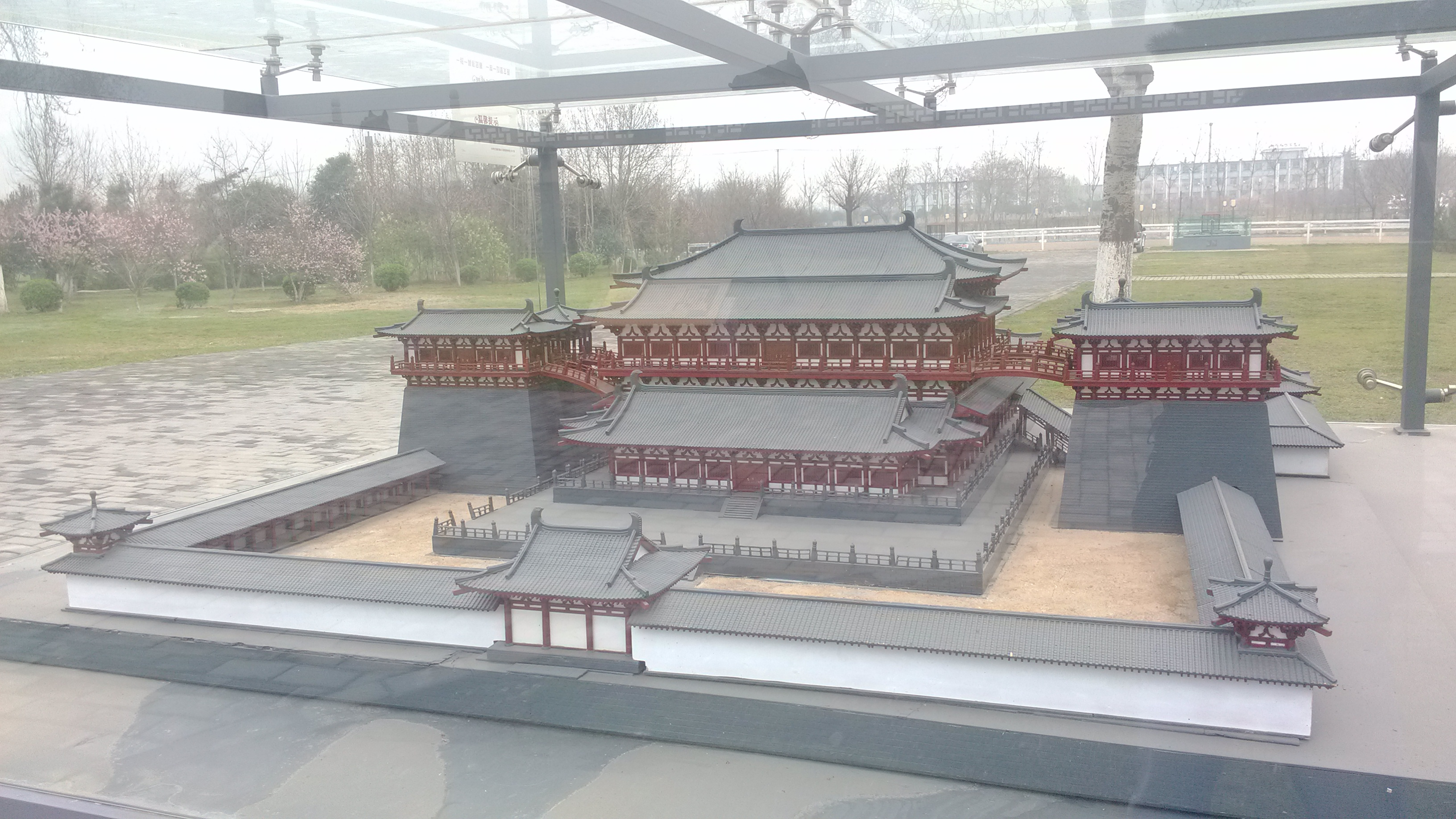
麟徳殿の模型

近臣や外国の使節の招宴など、皇立の迎賓館として使われた施設。664年-665年に太液池の西側に建てられ、面積10,000m2に及ぶ広大な施設で、基壇上に、礎石立ち・瓦葺き・切石敷きの床の、前殿・中殿・後殿が接するように並びたち、漢詩で「三殿」との呼び名が見られる。主殿である中殿は景雲閣と呼ばれた総柱式の楼閣で、前殿の南側には裳階が付き、後殿の東西に残る高い基壇には都儀楼などが建っていたとみられる。
三清殿
皇立の道観（道教寺院）。敷地の北西隅に、南北73m、東西47m、高さ14mの基壇が残り、その上に複数の建物を備えた大規模な施設だったことがうかがえる。文献によると皇帝はここに仏教の和上も招き、道士と問答を競わせたという。
清思殿
太液池の東、左銀台門との間にあり、皇帝が日常生活で使用した。『旧唐書』によると壁には金箔・銀箔を施した3000枚の鏡が懸けられていたといい、発掘調査で実際に大量の鏡が発見された。
翰林院
文官が常時控え、詔書を起草したり、皇帝が作詩するときの文献を準備するなど、皇帝直属の官署となっていた。西面城壁に西接する幅55mの夾城にあり、翰林門を通じて大明宮と行き来できた。
含光殿

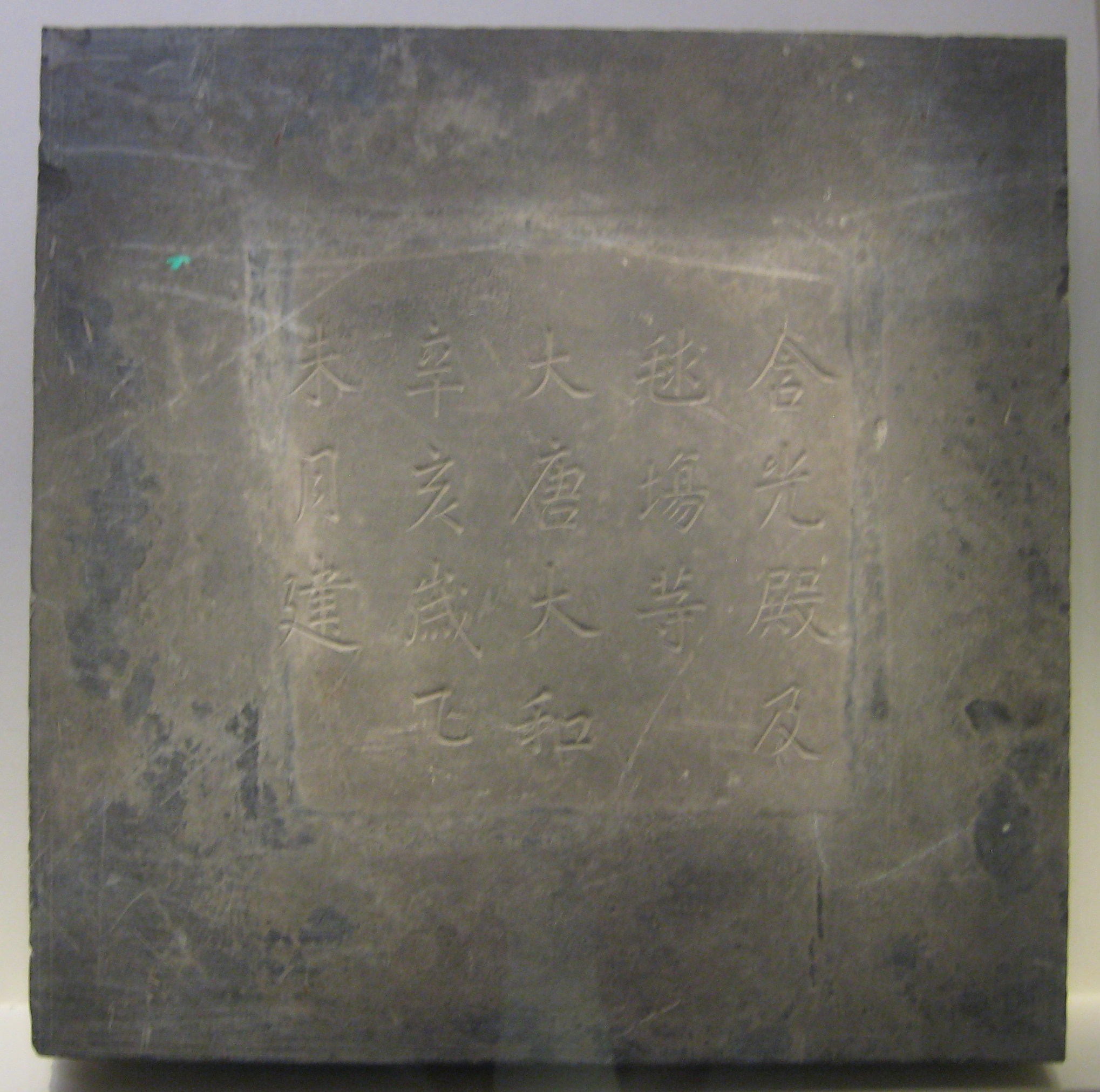
含光殿の造営を記念した石碑

大明宮の西に位置し、発掘調査により広場と石碑が発見され、広場がポロ競技に使われていたことが分かった。

## 歴史
唐初において皇帝の住居は隋王朝が大興城（長安城）の北縁に築いた太極宮に置かれていた。
626年に太宗が即位したのち、玄武門の変での骨肉の争いで息子への疎ましさを募らせた父の高祖は629年に西北方の大安宮へ遷ったが、632年に監察御史の馬周は「（大安宮は）なお卑小と為し、四方の観聴に於いて足りないところがある。宜しく高大（の建物）を増修し、これを以て中外の望と称す」と太宗に奏上し、太宗はこれを容れ、孝の教えに基づき「上皇（高祖）の清暑の所と為す」として、父のために新しい宮殿の建設を命じた。建設地は太極宮のすぐ北東の、後園の射殿の地とされ、そこは夏に蒸し暑くなる長安の低地に比べると過ごしやすい高燥の地で、風水学的にも宮殿建設の好適地だった。建設は634年に始まり、まず“永安宮”と名付けられ、翌年正月に“大明宮”と改名されたが、その年に高祖が没したため、建設はその後ながらく中断された。
660年に武皇后（のちの武則天）は王宮建築家の閻立本に大明宮の設計を命じた。

含元殿の建築風景

662年、風痺（風眩病）に苦しんだ高宗は、「（太極宮の）宮内が卑湿であるため、此（大明宮）に宮を置く」として大明宮の大規模な重建を始め、翌663年には実際に大明宮へ移居しそこで聴政を行ない、同時に“蓬莱宮”と改名、670年には“含元宮”と改名した。しかし高宗に続く中宗、睿宗は元の太極宮に常居し、武則天も即位後は太極宮に住んだが、洛陽へ遷都する前の一時期この宮殿へ移居した。701年に含元宮から“大明宮”へ再び改名、以降この名が定着した。玄宗は714年に太極宮から大明宮へ移居したが、728年以降は南の興慶宮に常居した。（以来、太極宮（西内）、大明宮（東内/北内）、興慶宮（南内）は長安の“三内”と呼ばれた。）唐王朝の政治中枢という役割を大明宮が固めたのは、安史の乱により荒廃した長安を757年に粛宗が復興させて以降である。
第一の正殿である含元殿は788年に地震で階段欄干が大きく破損、808年、817年、835年には大雨や大風で破損し、修復を重ねたが886年に遂に兵火で焼失した。そして904年の洛陽遷都、907年の唐王朝滅亡により、大明宮は歴史の舞台から全く姿を消し、20世紀までここは人家もまばらな一帯になっていた。
日中戦争のさなか、1938年6月に国民党軍が日本軍の進撃を妨げるため河南省花園口で黄河を決壊させ80万人の溺死者・2000万人の被災者を出した大氾濫（黄河決壊事件）により大量の流民が発生し、その群れは周辺の大都市へ流れ込み、西安では特に西安駅の北側、すなわち大明宮の跡地に住み着くようになった。以来ここは西安の中でありながら河南省の文化を色濃く受け継ぐ区域になった。

### 発掘
大明宮の遺跡の発掘は1959年から始まり、1961年に中国国務院第一段階重要文化財保護単位に指定され、1995年から1996年にかけて大規模な調査が中国社会科学院考古研究所の主導で行なわれた。
2008年に大明宮遺跡保護プロジェクトが開始され、当時は遺跡のかなりの範囲に民家や工場が建っていたが、約2500億円をかけて土地の収用と立ち退きが行なわれ、2010年に大明宮国家遺跡公園の整備が開始された。2014年には世界遺産「シルクロード：長安・天山回廊」の一箇所に指定された。現在は全国重点文物保護単位に指定されている。
中国社会科学院考古研究所は大明宮遺跡の城門、宮殿、宗教施設、官署の跡の発掘調査を、今後200年をかけ計画的に行なう予定である。

## 公園
大明宮国家遺跡公園は2010年から一般開放された。ここは中国で初の国家考古遺跡公園で、主要宮殿建築区、文物鑑賞区、科学体験区などで構成される。公園部分は無料で、遺跡部分は有料になっている。
公園正面入口には丹鳳門の姿を推定復元した鉄骨製の丹鳳門遺跡博物館が建ち、内部で丹鳳門遺構の保存・展示、発掘された遺物の展示などが行なわれている。
含元殿前区西側に位置する考古探索センターでは、考古調査の実際や考古学と現代生活の関わりなどを双方向的に体験できる各種展示を行なっている。
含元殿の基壇は、版築を保護しつつ美観を与えるため煉瓦を組んでいるが、上部の壁や階段などは露出状態で展示している。
含元殿の北西部の大明宮遺跡博物館では、最新技術を活用しながら数々の唐代文物の逸品を展示し、大明宮と唐代文化の紹介を行なっている。2005年に公園の整備が始まる直前までこの遺跡上で暮らしていた人々の生活展示があるのも特徴的である。遺跡内に高層の現代建築が建つ違和感を無くすため、半地下式の構造になっている。
太液池は、池と島を取り囲むかつての庭園が歴史考証に基づいて復元されており、牡丹、菊、スモモ、薔薇、竹、アーモンド、桃、柿が植えられている。